# Rossiïski (Krasnodar)
|  | Per a altres significats, vegeu «Rossiïski». |

Rossiïski - Российский (rus) és un possiólok del krai de Krasnodar, a Rússia. Es troba a les terres baixes de Kuban-Azov, al nord del riu Kuban, a 10 km al nord del centre de Krasnodar, la capital.
Pertany al municipi de Kalínino.